# Eddie Redmayne
Edward John David "Eddie" Redmayne (OBE, sinh ngày 6 tháng 1 năm 1982) là một diễn viên, ca sĩ và người mẫu Anh. Anh ra và lớn lên tại Thành phố Westminster, anh theo học lịch sử mĩ thuật tại trường Cao đẳng Trinity, Cambridge, sau đó bước đầu dấn thân vào sự nghiệp người mẫu của mình. Redmayne bắt đầu sự nghiệp diễn xuất chuyên nghiệp tại nhà hát London trước khi ra mắt màn ảnh vào năm 1998 với vai diễn khách mời cho một tập phim truyền hình. Vai diễn điện ảnh đầu tiên của Eddie Redmayne là vào năm 2006 với Like Minds và The Good Shepherd, sau đó anh có tham gia làm diễn viên phụ trong một vào phim điện ảnh, bao gồm Savage Grace (2007), Elizabeth: The Golden Age (2007), và The Other Boleyn Girl (2008).
Eddie Redmayne cũng đóng góp cho việc tạo nên các vở diễn Red (2009–10) và Richard II (2011–12). Sự nghiệp diễn xuất của Redmayne bắt đầu đột phá kể từ khi anh vào vai nhà làm phim Colin Clark trong phim điện ảnh tiểu sử My Week with Marilyn và Marius Pontmercy trong phim âm nhạc Những người khốn khổ năm 2012 của Tom Hooper. Năm 2014, Eddie Redmayne thủ vai nhà vật lý học Stephen Hawking trong Thuyết yêu thương. Năm tiếp đó, anh tham gia phim điện ảnh Cô gái Đan Mạch với vai Lili Elbe, một trong những người tham gia phẫu thuật chuyển đổi giới tính đầu tiên trên thế giới. Năm 2016 anh vào vai Newt Scamander trong Sinh vật huyền bí và nơi tìm ra chúng và sau đó là các phim điện ảnh tiếp nối của loạt phim này.
Eddie Redmayne nhận được nhiều lời khen ngợi cho vai diễn của anh như vai Stephen Hawking trong Thuyết yêu thương, vai diễn đã giúp anh giành giải Oscar cho nam diễn viên chính xuất sắc nhất, giải Quả cầu vàng cho nam diễn viên phim chính kịch xuất sắc nhất, giải SAG cho nam diễn viên chính xuất sắc nhất, và giải BAFTA cho nam diễn viên chính xuất sắc nhất.
Vì những cống hiến trong lĩnh vực phim ảnh của mình, Eddie Redmayne đã vinh dự nhận được tặng thưởng Huân chương Đế quốc Anh trong dịp sinh nhật năm 2015 của Elizabeth II và nhận danh hiệu Sĩ quan Đế quốc Anh (OBE) từ Nữ vương.

## Tiểu sử
Edward John David Redmayne đời ngày 6 tháng 1 năm 1982 tại Westminster, London, Vương quốc Anh. Eddie xuất thân trong một gia đình khá giả khi cha anh, Richard Redmayne, là một doanh nhân trong lĩnh vực tài chính doanh nghiệp. Richard Redmayne từng là chủ tịch của công ty tài chính hàng đầu Cantor Fitzgerald Europe và giám đốc của công ty truyền hình buổi sáng TV-AM. Mẹ anh, Patricia (nhũ danh Burke), kinh doanh dịch vụ tái định cư. Cụ nội của Eddie là ngài Richard Redmayne (1865–1955), một kỹ sư dân dụng và mỏ địa chất, sau đó đã trở thành Chánh thanh tra Mỏ địa chất đầu tiên. Eddie có một người anh trai và một người em trai, cùng với một người anh trai và chị gái cùng cha khác mẹ. Anh trai của Eddie, James Redmayne là Giám đốc điều hành của CVC Capital Partners trụ sở tại Hồng Kông, người em trai Thomas Redmayne là Giám đốc Phát triển kinh doanh tại Wiredscore, trong khi anh trai cùng cha khác mẹ của anh, Charlie Redmayne, là CEO của  xuất bản HarperCollins và chị gái cùng cha khác mẹ Eugenie Redmayne làm cho một ngân hàng đầu tư. Eddie Redmayne là người duy nhất trong gia đình đi theo con đường nghệ thuật.

## Giáo dục
Sinh ra trong một gia đình giàu có, Eddie Redmayne cùng tất cả các anh chị em của anh đều được hưởng một nền giáo dục tốt. Khi Eddie còn nhỏ, mẹ anh, Patricia, đã nhận ra sự hứng thú của con trai mình với việc diễn xuất và cùng chồng cổ vũ Eddie tham gia những lớp học kịch.
Năm 10 tuổi, Eddie nhập học tại trường kịch Jackie Palmer, nơi anh đã tìm thấy được niềm đam mê với ca hát và diễn xuất, nơi anh đã gặp James Corden. Eddie sau đó đã theo học tại trường tư thục Eaton House, Colet Court và sau cùng là Eton College cùng với Tom Hiddleston và là bạn đồng niên với Vương tử William. Eddie nhập học ngành Lịch sử Nghệ thuật tại đại học danh giá Trinity, tốt nghiệp năm 2003  và giành được học bổng của đại học Cambridge.

## Thời trang
Eddie Redmayne bắt đầu sự nghiệp người mẫu từ khi còn khá trẻ. Lily Collins đã tiết lộ về tình bạn lâu năm giữa mình và Eddie Redmayne bắt đầu vào một buổi chụp hình cho tạp chí Vogue tại sân sau nhà Lily, do mẹ cô tổ chức với Eddie làm người mẫu. Vào năm 2004, Eddie Redmayne cũng đã xuất hiện trên Rowan Yarns' Denim People quảng bá cho sản phẩm áo len đan tay.
Eddie Redmayne đã làm mẫu cho Burberry trong chiến dịch Xuân hè năm 2008 cùng nhiều người mẫu khác như Alex Pettyfer, và vào năm 2012 với Cara Delevingne. Tạp chí Vanity Fair số tháng 9 năm 2012 đã liệt kê Eddie Readmayne trong danh sách Những người mặc đẹp nhất Thế giới hàng năm. Anh cũng đã xếp hạng một theo bảng xếp hạng 50 người đàn ông Anh Quốc mặc đẹp nhất năm 2015 của tạp chí GQ. Cùng năm đó, Eddie Redmayne được chọn trở thành đại sứ cho hãng đồng hồ đeo tay Thuỵ Sĩ Omega Watch.
Năm 2016, Eddie Redmayne trở thành gương mặt mới cho Prada trong chiến dịch Thu đông của nhãn hàng. Những bức ảnh của anh được chụp bởi Craig McDean đã được Prada miêu tả trên Instagram là "những bức tranh tân cổ điển thế kỷ 19". Tuy không hoạt động nhiều ở mảng thời trang nhưng Eddie đã xuất hiện trên nhiều chiến dịch, quảng cáo, trong đó có 25 lần xuất hiện trên các bìa tạp chí thời trang.

## Kịch
Eddie Redmayne bắt đầu sự nghiệp diễn kịch một cách chuyên nghiệp với vai diễn Viola trong Twelfth Night tại Middle Temple Hall vào năm 2002. Anh đã thắng giải Gương mặt mới nổi bật trong Lễ trao giải Evening Standard Theatre lần thứ 50 vào năm 2004 với màn trình diễn trong vở The Goat, or Who Is Sylvia?  của Edward Albee và giải Gương mặt mới xuất sắc nhất của Lễ trao giải Critics' Circle Theatre vào năm 2005. Anh tiếp tục tham gia vở kịch Now or Later đạo diễn bởi Christopher Shinn tại nhà hát Royal Court từ ngày 3 tháng 9 đến ngày 1 tháng mười một năm 2008.
Năm 2009, Eddie Redmayne xuất hiện trong tác phẩm mới mang tên Red của John Logan tại Donmar Warehouse ở London. Màn thể hiện xuất sắc đã đem về cho anh danh hiệu Diễn viên phụ xuất sắc nhất trong lễ trao giải Oliver năm 2010. Eddie tiếp tục vai diễn của mình trong Red tại nhà hát John Golden ở Broadway trong vòng 15 tuần từ 11 tháng 3 đến 27 tháng 6 năm 2010 và thắng giải Tony trong hạng mục Màn trình diễn xuất sắc nhất của một diễn viên phụ. Anh vào vai vua Richard II trong vở kịch cùng tên đạo diễn bởi Michael Grandage tại Donmar Warehouse từ ngày 6 tháng 12 năm 2011 đến ngày 4 tháng 2 năm 2012.

## Danh sách phim

### Phim điện ảnh
| Năm  | Tên                                                   | Vai                     | Ghi chú    | Chú thích |
| ---- | ----------------------------------------------------- | ----------------------- | ---------- | --------- |
| 2006 | Like Minds                                            | Alex Forbes             |            | [ 31 ]    |
| 2006 | The Good Shepherd                                     | Edward Wilson, Jr.      |            | [ 32 ]    |
| 2007 | Savage Grace                                          | Antony Baekeland        |            | [ 33 ]    |
| 2007 | Elizabeth: The Golden Age                             | Anthony Babington       |            | [ 34 ]    |
| 2008 | The Yellow Handkerchief                               | Gordy                   |            | [ 35 ]    |
| 2008 | The Other Boleyn Girl                                 | Ngài William Stafford   |            | [ 36 ]    |
| 2008 | Powder Blue                                           | Qwerty Doolittle        |            | [ 37 ]    |
| 2009 | Glorious 39                                           | Ralph Keyes             |            | [ 38 ]    |
| 2010 | Black Death                                           | Osmund                  |            | [ 39 ]    |
| 2011 | Hick                                                  | Eddie Kreezer           |            | [ 40 ]    |
| 2011 | Một tuần với kiều nữ                                  | Colin Clark             |            | [ 41 ]    |
| 2012 | Những người khốn khổ                                  | Marius Pontmercy        |            | [ 42 ]    |
| 2014 | Thuyết yêu thương                                     | Stephen Hawking         |            | [ 43 ]    |
| 2015 | Người thừa kế vũ trụ                                  | Balem Abrasax           |            | [ 44 ]    |
| 2015 | Thomas & Friends: Sodor's Legend of the Lost Treasure | Ryan                    | Lồng tiếng | [ 45 ]    |
| 2015 | Cô gái Đan Mạch                                       | Einar Wegener/Lili Elbe |            | [ 46 ]    |
| 2016 | Sinh vật huyền bí và nơi tìm ra chúng                 | Newt Scamander          |            | [ 47 ]    |
| 2018 | Ngôi làng tiền sử                                     | Dug                     | Lồng tiếng | [ 48 ]    |
| 2018 | Sinh vật huyền bí: Tội ác của Grindelwald             | Newt Scamander          |            | [ 49 ]    |
| 2019 | Kẻ du hành trên mây - The Aeronaut                    | James Glaisher          |            | [ 50 ]    |
| 2020 | Phiên tòa Chicago 7                                   | Tom Hayden              |            | [ 51 ]    |
| 2022 | Sinh vật huyền bí: Những bí mật của Dumbledore        | Newt Scamander          |            | [ 52 ]    |
| 2022 | The Good Nurse                                        | Charles Cullen          |            | [ 53 ]    |

### Phim truyền hình
| Năm  | Tên                                                                  | Vai                     | Ghi chú                        | Chú thích |
| ---- | -------------------------------------------------------------------- | ----------------------- | ------------------------------ | --------- |
| 1998 | Animal Ark                                                           | John Hardy              | Tập: "Bunnies in the Bathroom" | [ 54 ]    |
| 2003 | Doctors                                                              | Rob Huntley             | Tập: "Crescendo"               | [ 55 ]    |
| 2005 | Elizabeth I                                                          | The Earl of Southampton | Tập: "Southampton"             | [ 56 ]    |
| 2008 | Tess of the d'Urbervilles                                            | Angel Clare             | 4 tập                          | [ 57 ]    |
| 2010 | The Pillars of the Earth                                             | Jack Jackson            | 8 tập                          | [ 58 ]    |
| 2010 | The Miraculous Year                                                  | Connor                  | Tập đầu                        | [ 59 ]    |
| 2012 | Birdsong                                                             | Stephen Wraysford       | 2 tập                          | [ 60 ]    |
| 2015 | War Art with Eddie Redmayne                                          | Bản thân                | Phim tài liệu                  | [ 62 ]    |
| 2017 | CBBC Visits the Wizarding World of Harry Potter and Fantastic Beasts | Bản thân                | Phim tài liệu                  | [ 63 ]    |
| 2018 | BBC Children in Need                                                 | Bản thân                | Phỏng vấn                      | [ 64 ]    |
| 2024 | The Day of The Jackal                                                | The Jackal              | 10 tập                         |           |

### Kịch
| Năm       | Tên                            | Vai                          | Ghi chú                               | Chú thích     |
| --------- | ------------------------------ | ---------------------------- | ------------------------------------- | ------------- |
| 1994      | Oliver!                        | Workhouse Boy #46 / Book Boy | London Palladium                      |               |
| 2002      | Twelfth Night                  | Viola                        | Shakespeare's Globe                   | [ 65 ]        |
| 2003      | "Master Harold"...and the Boys | Master Harold                | Sân khấu Everyman                     | [ 66 ]        |
| 2004      | The Goat, or Who Is Sylvia?    | Billy                        | Sân khấu Almeida                      | [ 67 ]        |
| 2004      | Hecuba                         | Polydorus                    | Donmar Warehouse                      | [ 68 ]        |
| 2007      | Now or Later                   | John Jr.                     | Sân khấu Royal Court                  | [ 69 ]        |
| 2009–2010 | Red                            | Ken                          | Donmar Warehouse Sân khấu John Golden | [ 70 ] [ 71 ] |
| 2011–2012 | Richard II                     | Vua Richard II               | Donmar Warehouse                      | [ 72 ]        |
| 2021-2022 | Cabaret                        | Emcee                        | Rạp Playhouse                         | [ 73 ]        |

### Trò chơi điện tử
| Năm  | Tên             | Vai            |
| ---- | --------------- | -------------- |
| 2016 | Lego Dimensions | Newt Scamander |

## Giải thưởng và đề cử
Năm 2010, Eddie Redmayne giành được Giải thưởng Laurence Olivier và Giải Tony hạng mục Nam diễn viên phụ xuất sắc nhất cho màn trình diễn trong vở kịch Red, và vào năm 2014, anh đã giành được Giải Oscar, Giải thưởng của Nghiệp đoàn Diễn viên Màn ảnh, Giải thưởng Điện ảnh Viện Hàn lâm Anh Quốc và Giải Quả cầu vàng hạng mục Nam diễn viên chính xuất sắc nhất trong một vai chính cho vai Stephen Hawking trong bộ phim Thuyết Yêu thương. Trong suốt sự nghiệp diễn xuất của mình, Eddie Redmayne đã thắng 37 giải thường trong số 97 lần được đề cử.

### Giải thưởng lớn

#### Giải Oscar
| Năm  | Tác phẩm được đề cử      | Hạng mục   | Kết quả   | Chú thích     |
| ---- | ------------------------ | ---------- | --------- | ------------- |
| 2015 | The Theory of Everything | Best Actor | Đoạt giải | [ 75 ] [ 76 ] |
| 2016 | The Danish Girl          | Best Actor | Đề cử     | [ 77 ]        |

#### Giải thưởng Điện ảnh Viện Hàn lâm Anh Quốc
| Năm  | Tác phẩm được đề cử      | Hạng mục                     | Kết quả   | Chú thích |
| ---- | ------------------------ | ---------------------------- | --------- | --------- |
| 2012 | –                        | Rising Star Award            | Đề cử     | [ 78 ]    |
| 2015 | The Theory of Everything | Best Actor in a Leading Role | Đoạt giải | [ 79 ]    |
| 2016 | The Danish Girl          | Best Actor in a Leading Role | Đề cử     | [ 80 ]    |

#### Giải Quả cầu vàng
| Năm  | Tác phẩm được đề cử      | Hạng mục                          | Kết quả   | Chú thích |
| ---- | ------------------------ | --------------------------------- | --------- | --------- |
| 2015 | The Theory of Everything | Best Actor – Motion Picture Drama | Đoạt giải | [ 81 ]    |
| 2016 | The Danish Girl          | Best Actor – Motion Picture Drama | Đề cử     | [ 82 ]    |

#### Giải thưởng Laurence Olivier
| Năm  | Tác phẩm được đề cử         | Hạng mục                        | Kết quả   | Chú thích |
| ---- | --------------------------- | ------------------------------- | --------- | --------- |
| 2005 | The Goat, or Who Is Sylvia? | Best Actor in a Supporting Role | Đề cử     | [ 83 ]    |
| 2010 | Red                         | Best Actor in a Supporting Role | Đoạt giải | [ 84 ]    |
| 2022 | Cabaret                     | Best Actor in a Musical         | Đoạt giải | [ 85 ]    |

#### Giải thưởng của Nghiệp đoàn Diễn viên Màn ảnh
| Năm  | Tác phẩm được đề cử        | Hạng mục                                                  | Kết quả   | Chú thích |
| ---- | -------------------------- | --------------------------------------------------------- | --------- | --------- |
| 2013 | Les Misérables             | Outstanding Performance by a Cast in a Motion Picture     | Đề cử     | [ 86 ]    |
| 2015 | The Theory of Everything   | Outstanding Performance by a Cast in a Motion Picture     | Đề cử     | [ 87 ]    |
| 2015 | The Theory of Everything   | Outstanding Performance by a Male Actor in a Leading Role | Đoạt giải | [ 87 ]    |
| 2016 | The Danish Girl            | Outstanding Performance by a Male Actor in a Leading Role | Đề cử     | [ 88 ]    |
| 2021 | The Trial of the Chicago 7 | Outstanding Performance by a Cast in a Motion Picture     | Đoạt giải | [ 89 ]    |

#### Giải Tony
| Năm  | Tác phẩm được đề cử | Hạng mục                      | Kết quả   | Chú thích |
| ---- | ------------------- | ----------------------------- | --------- | --------- |
| 2010 | Red                 | Best Featured Actor in a Play | Đoạt giải | [ 90 ]    |

### Giải thưởng khác

#### Annie Awards
| Năm  | Tác phẩm được đề cử | Hạng mục                                             | Kết quả | Chú thích |
| ---- | ------------------- | ---------------------------------------------------- | ------- | --------- |
| 2018 | Early Man           | Annie Award for Voice Acting in a Feature Production | Đề cử   | [ 91 ]    |

#### Critics' Choice Movie Awards
| Năm  | Tác phẩm được đề cử        | Hạng mục             | Kết quả   | Chú thích |
| ---- | -------------------------- | -------------------- | --------- | --------- |
| 2012 | Les Misérables             | Best Acting Ensemble | Đề cử     | [ 92 ]    |
| 2014 | The Theory of Everything   | Best Actor           | Đề cử     | [ 93 ]    |
| 2015 | The Danish Girl            | Best Actor           | Đề cử     | [ 94 ]    |
| 2021 | The Trial of the Chicago 7 | Best Acting Ensemble | Đoạt giải |           |

#### Drama Desk Awards
| Năm  | Tác phẩm được đề cử | Hạng mục                    | Kết quả | Chú thích     |
| ---- | ------------------- | --------------------------- | ------- | ------------- |
| 2010 | Red                 | Outstanding Actor in a Play | Đề cử   | [ 95 ] [ 96 ] |

#### Empire Awards
| Năm  | Tác phẩm được đề cử                     | Hạng mục           | Kết quả   | Chú thích |
| ---- | --------------------------------------- | ------------------ | --------- | --------- |
| 2015 | The Theory of Everything                | Jameson Best Actor | Đề cử     | [ 97 ]    |
| 2017 | Fantastic Beasts and Where to Find Them | Best Actor         | Đoạt giải | [ 98 ]    |

#### MTV Movie Awards
| Năm  | Tác phẩm được đề cử      | Hạng mục                      | Kết quả | Chú thích |
| ---- | ------------------------ | ----------------------------- | ------- | --------- |
| 2013 | Les Misérables           | Best Breakthrough Performance | Đề cử   | [ 99 ]    |
| 2015 | The Theory of Everything | Best On-Screen Transformation | Đề cử   | [ 100 ]   |

#### Satellite Awards
| Năm  | Tác phẩm được đề cử      | Hạng mục                               | Kết quả   | Chú thích |
| ---- | ------------------------ | -------------------------------------- | --------- | --------- |
| 2012 | Les Misérables           | Best Supporting Actor – Motion Picture | Đề cử     | [ 101 ]   |
| 2012 | Les Misérables           | Best Cast – Motion Picture             | Đoạt giải | [ 101 ]   |
| 2014 | The Theory of Everything | Best Actor                             | Đề cử     | [ 102 ]   |
| 2015 | The Danish Girl          | Best Actor                             | Đề cử     | [ 103 ]   |

#### Teen Choice Awards
| Năm  | Tác phẩm được đề cử                     | Hạng mục                    | Kết quả | Chú thích |
| ---- | --------------------------------------- | --------------------------- | ------- | --------- |
| 2013 | Les Misérables                          | Choice Movie Actor: Romance | Đề cử   | [ 104 ]   |
| 2013 | Les Misérables                          | Choice Movie Breakout       | Đề cử   | [ 104 ]   |
| 2015 | The Theory of Everything                | Choice Movie Actor: Drama   | Đề cử   | [ 105 ]   |
| 2017 | Fantastic Beasts and Where to Find Them | Choice Movie: Fantasy Actor | Đề cử   | [ 106 ]   |

#### AACTA Awards
| Năm  | Tác phẩm được đề cử      | Hạng mục                 | Kết quả | Chú thích |
| ---- | ------------------------ | ------------------------ | ------- | --------- |
| 2014 | The Theory of Everything | Best International Actor | Đề cử   | [ 107 ]   |
| 2015 | The Danish Girl          | Best International Actor | Đề cử   |           |

#### Alliance of Women Film Journalists
| Năm  | Tác phẩm được đề cử      | Hạng mục   | Kết quả | Chú thích |
| ---- | ------------------------ | ---------- | ------- | --------- |
| 2015 | The Theory of Everything | Best Actor | Đề cử   | [ 108 ]   |
| 2016 | The Danish Girl          | Best Actor | Đề cử   | [ 109 ]   |

#### Awards Circuit Community Awards
| Năm  | Tác phẩm được đề cử      | Hạng mục                     | Kết quả   | Chú thích |
| ---- | ------------------------ | ---------------------------- | --------- | --------- |
| 2012 | Les Misérables           | Best Cast Ensemble           | Đoạt giải | [ 110 ]   |
| 2015 | The Theory of Everything | Best Actor in a Leading Role | Runner-up | [ 111 ]   |

#### Berlin International Film Festival
| Năm  | Tác phẩm được đề cử | Hạng mục                          | Kết quả   | Chú thích |
| ---- | ------------------- | --------------------------------- | --------- | --------- |
| 2007 | The Good Shepherd   | Outstanding Artistic Contribution | Đoạt giải | [ 112 ]   |

#### British Style Awards
| Năm  | Tác phẩm được đề cử | Hạng mục          | Kết quả | Chú thích |
| ---- | ------------------- | ----------------- | ------- | --------- |
| 2015 | —                   | Most Stylish Brit | Đề cử   | [ 113 ]   |

#### Capri, Hollywood International Film Festival
| Năm  | Tác phẩm được đề cử  | Hạng mục                  | Kết quả   | Chú thích |
| ---- | -------------------- | ------------------------- | --------- | --------- |
| 2011 | My Week with Marilyn | Capri Ensemble Cast Award | Đoạt giải | [ 114 ]   |

#### Central Ohio Film Critics Association
| Năm  | Tác phẩm được đề cử      | Hạng mục   | Kết quả | Chú thích |
| ---- | ------------------------ | ---------- | ------- | --------- |
| 2012 | Les Misérables           | Best Film  | Đề cử   | [ 115 ]   |
| 2014 | The Theory of Everything | Best Actor | Đề cử   | [ 116 ]   |

#### Chicago Film Critics Association
| Năm  | Tác phẩm được đề cử      | Hạng mục   | Kết quả | Chú thích |
| ---- | ------------------------ | ---------- | ------- | --------- |
| 2014 | The Theory of Everything | Best Actor | Đề cử   | [ 117 ]   |
| 2015 | The Danish Girl          | Best Actor | Đề cử   | [ 118 ]   |

#### Critics' Circle Theatre Awards
| Năm  | Tác phẩm được đề cử        | Hạng mục                                                       | Kết quả   | Chú thích |
| ---- | -------------------------- | -------------------------------------------------------------- | --------- | --------- |
| 2004 | The Goat or Who is Sylvia? | The Jack Tinker Award for Most Promising Newcomer              | Đoạt giải | [ 119 ]   |
| 2011 | Richard II                 | John and Wendy Trewin Award for Best Shakespearean Performance | Đoạt giải | [ 119 ]   |

#### Dallas–Fort Worth Film Critics Association
| Năm  | Tác phẩm được đề cử      | Hạng mục   | Kết quả   | Chú thích |
| ---- | ------------------------ | ---------- | --------- | --------- |
| 2014 | The Theory of Everything | Best Actor | Runner-up | [ 120 ]   |

#### Denver Film Critics Society
| Năm  | Tác phẩm được đề cử      | Hạng mục   | Kết quả | Chú thích |
| ---- | ------------------------ | ---------- | ------- | --------- |
| 2014 | The Theory of Everything | Best Actor | Đề cử   | [ 121 ]   |

#### Detroit Film Critics Society
| Năm  | Tác phẩm được đề cử      | Hạng mục   | Kết quả | Chú thích |
| ---- | ------------------------ | ---------- | ------- | --------- |
| 2014 | The Theory of Everything | Best Actor | Đề cử   | [ 122 ]   |

#### Dorian Awards
| Năm  | Tác phẩm được đề cử      | Hạng mục                            | Kết quả   | Chú thích |
| ---- | ------------------------ | ----------------------------------- | --------- | --------- |
| 2014 | The Theory of Everything | Film Performance of the Năm – Actor | Đoạt giải | [ 123 ]   |

#### Drama League Awards
| Năm  | Tác phẩm được đề cử | Hạng mục                            | Kết quả | Chú thích       |
| ---- | ------------------- | ----------------------------------- | ------- | --------------- |
| 2010 | Red                 | The Distinguished Performance Award | Đề cử   | [ 124 ] [ 125 ] |

#### Elle Style Awards
| Năm  | Tác phẩm được đề cử | Hạng mục   | Kết quả   | Chú thích |
| ---- | ------------------- | ---------- | --------- | --------- |
| 2012 | —                   | Best Actor | Đoạt giải | [ 126 ]   |

#### Evening Standard British Film Award
| Năm  | Tác phẩm được đề cử | Hạng mục   | Kết quả | Chú thích |
| ---- | ------------------- | ---------- | ------- | --------- |
| 2012 | Les Misérables      | Best Actor | Đề cử   | [ 127 ]   |

#### Evening Standard Theatre Awards
| Năm  | Tác phẩm được đề cử        | Hạng mục             | Kết quả   | Chú thích       |
| ---- | -------------------------- | -------------------- | --------- | --------------- |
| 2004 | The Goat or Who Is Sylvia? | Outstanding Newcomer | Đoạt giải | [ 119 ] [ 128 ] |

#### Florida Film Critics Circle
| Năm  | Tác phẩm được đề cử      | Hạng mục   | Kết quả | Chú thích |
| ---- | ------------------------ | ---------- | ------- | --------- |
| 2014 | The Theory of Everything | Best Actor | Đề cử   | [ 129 ]   |
| 2015 | The Danish Girl          | Best Actor | Đề cử   | [ 130 ]   |

#### Georgia Film Critics Association
| Năm  | Tác phẩm được đề cử      | Hạng mục   | Kết quả | Chú thích |
| ---- | ------------------------ | ---------- | ------- | --------- |
| 2014 | The Theory of Everything | Best Actor | Đề cử   | [ 131 ]   |

#### Giffoni Film Festival Awards
| Năm  | Nominee/Work   | Hạng mục                 | Kết quả   | Chú thích |
| ---- | -------------- | ------------------------ | --------- | --------- |
| 2013 | Eddie Redmayne | Giffoni Experience Award | Đoạt giải | [ 132 ]   |

#### Golden Raspberry Awards
| Năm  | Tác phẩm được đề cử | Hạng mục               | Kết quả   | Chú thích |
| ---- | ------------------- | ---------------------- | --------- | --------- |
| 2015 | Jupiter Ascending   | Worst Supporting Actor | Đoạt giải | [ 133 ]   |

#### GQ Men of the Năm Awards
| Năm  | Tác phẩm được đề cử | Hạng mục                       | Kết quả   | Chú thích |
| ---- | ------------------- | ------------------------------ | --------- | --------- |
| 2013 | —                   | Rémy Martin Breakthrough Award | Đoạt giải | [ 134 ]   |

#### Hollywood Film Award
| Năm  | Tác phẩm được đề cử      | Hạng mục                             | Kết quả   | Chú thích |
| ---- | ------------------------ | ------------------------------------ | --------- | --------- |
| 2014 | The Theory of Everything | Hollywood Breakout Performance Actor | Đoạt giải | [ 135 ]   |

#### Houston Film Critics Society
| Năm  | Tác phẩm được đề cử      | Hạng mục   | Kết quả | Chú thích |
| ---- | ------------------------ | ---------- | ------- | --------- |
| 2014 | The Theory of Everything | Best Actor | Đề cử   | [ 136 ]   |

#### Iowa Film Critics
| Năm  | Tác phẩm được đề cử      | Hạng mục   | Kết quả   | Chú thích |
| ---- | ------------------------ | ---------- | --------- | --------- |
| 2015 | The Theory of Everything | Best Actor | Runner-up | [ 137 ]   |

#### Irish Film and Television Awards
| Năm  | Tác phẩm được đề cử      | Hạng mục                 | Kết quả   | Chú thích       |
| ---- | ------------------------ | ------------------------ | --------- | --------------- |
| 2015 | The Theory of Everything | Best International Actor | Đoạt giải | [ 138 ] [ 139 ] |

#### Kansas City Film Critics Circle
| Năm  | Tác phẩm được đề cử | Hạng mục   | Kết quả | Chú thích |
| ---- | ------------------- | ---------- | ------- | --------- |
| 2015 | The Danish Girl     | Best Actor | Đề cử   | [ 140 ]   |

#### London Film Critics' Circle
| Năm  | Tác phẩm được đề cử      | Hạng mục                 | Kết quả | Chú thích |
| ---- | ------------------------ | ------------------------ | ------- | --------- |
| 2015 | The Theory of Everything | Actor of the Năm         | Đề cử   | [ 141 ]   |
| 2015 | The Theory of Everything | British Actor of the Năm | Đề cử   | [ 141 ]   |

#### National Board of Review
| Năm  | Tác phẩm được đề cử | Hạng mục                   | Kết quả   | Chú thích |
| ---- | ------------------- | -------------------------- | --------- | --------- |
| 2012 | Les Misérables      | Best Acting by an Ensemble | Đoạt giải | [ 142 ]   |

#### New York Film Critics Online
| Năm  | Tác phẩm được đề cử      | Hạng mục   | Kết quả   | Chú thích |
| ---- | ------------------------ | ---------- | --------- | --------- |
| 2014 | The Theory of Everything | Best Actor | Đoạt giải | [ 143 ]   |

#### Online Film & Television Association
| Năm  | Tác phẩm được đề cử                           | Hạng mục                             | Kết quả   | Chú thích |
| ---- | --------------------------------------------- | ------------------------------------ | --------- | --------- |
| 2013 | Les Misérables (Empty Chairs At Empty Tables) | Best Adapted Song                    | Đề cử     | [ 144 ]   |
| 2013 | Les Misérables (One Day More)                 | Best Adapted Song                    | Đề cử     | [ 144 ]   |
| 2013 | Les Misérables                                | Best Breakthrough Performance – Male | Đoạt giải | [ 144 ]   |
| 2014 | The Theory of Everything                      | Best Actor                           | Đề cử     | [ 145 ]   |

#### Palm Springs International Film Festival
| Năm  | Tác phẩm được đề cử      | Hạng mục                      | Kết quả   | Chú thích |
| ---- | ------------------------ | ----------------------------- | --------- | --------- |
| 2015 | The Theory of Everything | Desert Palm Achievement Award | Đoạt giải | [ 146 ]   |

#### Phoenix Film Critics Circle
| Năm  | Tác phẩm được đề cử      | Hạng mục   | Kết quả | Chú thích |
| ---- | ------------------------ | ---------- | ------- | --------- |
| 2014 | The Theory of Everything | Best Actor | Đề cử   | [ 147 ]   |

#### Phoenix Film Critics Society
| Năm  | Tác phẩm được đề cử      | Hạng mục           | Kết quả | Chú thích |
| ---- | ------------------------ | ------------------ | ------- | --------- |
| 2012 | Les Miserables           | Best Ensemble Cast | Đề cử   | [ 148 ]   |
| 2014 | The Theory of Everything | Best Actor         | Đề cử   | [ 149 ]   |

#### San Diego Film Critics Society
| Năm  | Tác phẩm được đề cử      | Hạng mục                        | Kết quả | Chú thích |
| ---- | ------------------------ | ------------------------------- | ------- | --------- |
| 2012 | Les Misérables           | Best Performance by an Ensemble | Đề cử   | [ 150 ]   |
| 2014 | The Theory of Everything | Best Actor                      | Đề cử   | [ 151 ]   |

#### San Francisco Film Critics Circle Awards
| Năm  | Tác phẩm được đề cử      | Hạng mục   | Kết quả | Chú thích |
| ---- | ------------------------ | ---------- | ------- | --------- |
| 2014 | The Theory of Everything | Best Actor | Đề cử   | [ 152 ]   |

#### Santa Barbara Film Festival
| Năm  | Tác phẩm được đề cử      | Hạng mục              | Kết quả   | Chú thích |
| ---- | ------------------------ | --------------------- | --------- | --------- |
| 2013 | Les Misérables           | Virtuoso Award        | Đoạt giải | [ 153 ]   |
| 2015 | The Theory of Everything | Cinema Vanguard Award | Đoạt giải | [ 154 ]   |

#### Southeastern Film Critics Association
| Năm  | Tác phẩm được đề cử      | Hạng mục   | Kết quả   | Chú thích |
| ---- | ------------------------ | ---------- | --------- | --------- |
| 2014 | The Theory of Everything | Best Actor | Runner-up | [ 155 ]   |

#### St. Louis Film Critics Gateway Association
| Năm  | Tác phẩm được đề cử      | Hạng mục   | Kết quả | Chú thích |
| ---- | ------------------------ | ---------- | ------- | --------- |
| 2014 | The Theory of Everything | Best Actor | Đề cử   | [ 156 ]   |
| 2015 | The Danish Girl          | Best Actor | Đề cử   | [ 157 ]   |

#### Tallinn Black Nights Film Festival
| Năm  | Tác phẩm được đề cử      | Hạng mục   | Kết quả   | Chú thích |
| ---- | ------------------------ | ---------- | --------- | --------- |
| 2014 | The Theory of Everything | Best Actor | Đoạt giải | [ 158 ]   |

#### The Hollywood Reporter
| Năm  | Tác phẩm được đề cử      | Hạng mục                   | Kết quả   | Chú thích |
| ---- | ------------------------ | -------------------------- | --------- | --------- |
| 2014 | The Theory of Everything | Breakthrough In Film Award | Đoạt giải | [ 159 ]   |

#### Theatre World Award
| Năm  | Tác phẩm được đề cử | Hạng mục | Kết quả   | Chú thích       |
| ---- | ------------------- | -------- | --------- | --------------- |
| 2010 | Red                 | —        | Đoạt giải | [ 160 ] [ 161 ] |

#### Turin Film Festival
| Năm  | Tác phẩm được đề cử      | Hạng mục              | Kết quả   | Chú thích       |
| ---- | ------------------------ | --------------------- | --------- | --------------- |
| 2014 | The Theory of Everything | Maserati Torino Award | Đoạt giải | [ 162 ] [ 163 ] |

#### Vancouver Film Critics Circle Awards
| Năm  | Tác phẩm được đề cử | Hạng mục   | Kết quả | Chú thích |
| ---- | ------------------- | ---------- | ------- | --------- |
| 2015 | The Danish Girl     | Best Actor | Đề cử   | [ 164 ]   |

#### Washington D.C. Area Film Critics Association
| Năm  | Tác phẩm được đề cử      | Hạng mục      | Kết quả   | Chú thích |
| ---- | ------------------------ | ------------- | --------- | --------- |
| 2012 | Les Misérables           | Best Ensemble | Đoạt giải | [ 165 ]   |
| 2014 | The Theory of Everything | Best Actor    | Đề cử     | [ 166 ]   |
| 2015 | The Danish Girl          | Best Actor    | Đề cử     | [ 167 ]   |

#### WhatsOnStage Awards
| Năm  | Tác phẩm được đề cử | Hạng mục                                  | Kết quả   | Chú thích |
| ---- | ------------------- | ----------------------------------------- | --------- | --------- |
| 2009 | Now or Later        | The SPOTLIGHT Best Actor in a Play        | Đề cử     | [ 168 ]   |
| 2022 | Cabaret             | Best Performer in a Male-Identifying Role | Đoạt giải | [ 169 ]   |

#### Women Film Critics Circle Awards
| Năm  | Tác phẩm được đề cử      | Hạng mục   | Kết quả   | Chú thích |
| ---- | ------------------------ | ---------- | --------- | --------- |
| 2014 | The Theory of Everything | Best Actor | Đoạt giải | [ 170 ]   |
| 2015 | The Danish Girl          | Best Actor | Đoạt giải | [ 171 ]   |

#### Eton College
| Năm | Tác phẩm được đề cử | Hạng mục                       | Kết quả   | Ghi chú                           | Chú thích |
| --- | ------------------- | ------------------------------ | --------- | --------------------------------- | --------- |
| —   | —                   | Eton College Music Competition | Đoạt giải | Tham gia dưới tên Edward Redmayne | [ 172 ]   |

## Đời tư
Eddie Redmayne kết hôn với Hannah Bagshawe vào ngày 15 tháng 12 năm 2014, sau 12 năm làm bạn và 3 năm hẹn hò. Eddie đã gặp vợ mình trong một bữa tiệc khi đang học tại Eton College còn vợ anh học tại một trường nội trú dành cho nữ sinh gần đó. Cặp đôi đã có một con gái, Iris, chào đời vào năm 2016, và sau đó là một con trai, Luke, vào năm 2018.
Eddie Redmayne đã được tặng thưởng Huân chương Đế quốc Anh, danh hiệu Sĩ quan Đế quốc Anh (OBE) nhân dịp sinh nhật của Nữ vương năm 2015 vì nhưng cống hiến của mình cho lĩnh vực truyền hình. Tháng 8 năm 2014, anh được bổ nhiệm làm Đại sứ của tổ chức từ thiện giáo dục Into Film. Eddie còn là nhà bảo trợ cho Hiệp hội Bệnh thần kinh vận động từ năm 2015,  đã hợp tác với tổ chức từ thiện này sau vai diễn Stephen Hawking của mình. Anh còn trở thành Đại sứ cho Teenage Cancer Trust và bảo trợ cho dự án Mousetrap Theater.